# Робърт М. Пърсиг
Робърт Мейнард Пърсиг (на английски: Robert Maynard Pirsig) е американски писател и философ, добил световна известност като автор на книгата "Дзен и изкуството да се поддържа мотоциклет: Изследване на ценностите" (1974). През 1991 г. публикува втория си роман.

## Биография
Пърсиг бил интелектуално надарено дете с коефициент на интелигентност 170, когато е на 9 години. Това му дава възможност да прескочи няколко години в обучението си.
През 1943 г. Пърсиг се записва в Университета на Минесота, където следва биохимия. В книгата си Дзен и изкуството да се поддържа мотоциклет той се описва като студент, странящ от тогавашните течения – идеалист, интересуващ се от науката заради самото познание, а не като начин за изграждане на кариера.
Експериментирайки в биохимическата лаборатория, Пърсиг, бил погълнат от факта, че винаги откривал повече от една валидна хипотеза за обяснението на даден феномен, а броя на тези хипотези изглеждал почти неограничен. Не можейки да намери логично обяснение за това, Пърсиг е чувствал, че усилията на учените са обречени по един или друг начин на неуспех. Тези размисли толкова го озадачили, че той бил изключен от университета за слаби резултати.
След завръщането си от фронта, участвайки във войната в Корея, той защитава бакалавърска степен по философия през 1950 г. След това се записва в университета Банарас Хинду в Индия, където изучава източна философия. Освен това е разработил и дипломна работа по философия в Чикагския университет, но не получава степен.
До публикуването на Дзен и изкуството да се поддържа мотоциклет, Пърсиг се е издържал с писателска работа на свободни начала и с преподаване на английски език и риторика на първокурсници. Преживявайки емоционален и психически срив през периода 1960 – 63, Пърсиг прекарва известно време в психиатрични клиники, където му прилагат електрошокова терапия.
През 1954 г. се жени за Нанси Ан Джеймс. Имат две деца – Крис (р. 1956) и Тиъдър (р. 1958). Пърсиг се развежда през 1978 г., като по-късно същата година се жени за Уенди Кембъл.
През 1979 г. Крис, който играе важна роля в Дзен и изкуството да се поддържа мотоциклет, е прободен смъртоносно по време на обир, извършен до Дзен центъра в Сан Франциско. Пърсиг пише за инцидента в послепис към по-късните издания на Дзен и изкуството да се поддържа мотоциклет. Той обяснява, че с втората си съпруга Кембъл, решават да задържат детето, което тя зачева през 1980 г., защото той вярва, че нероденото дете е продължение на жизнения път на сина му. Това дете е дъщерята на Пърсиг, Нел.
Пърсиг се стреми да избягва публични изяви. Плава с яхтата си през Атлантика, като прекара известно време в Норвегия, Швеция, Белгия, Великобритания и на различни места в САЩ.

## Книги
Творчеството на Пърсиг се състои само от две книги. В Дзен и изкуството да се поддържа мотоциклет: Изследване на ценностите (1974) Пърсиг описва своята интерпретация и разбирания за „Качество“ и „Доброто“. Книгата е написана в разказвателен стил от първо лице и описва пътешествие с мотоциклет през Северна Америка, заедно с приятели и сина му Крис.
През 1974 г. Пърсиг получава Гугенхаймова стипендия, средствата от която му позволяват да напише продължение, романа Лайла: Изследване на морала (1991), в който разсъждава върху метафизиката на ценностите, с която заменя причинно-следствените връзки в реалността.

## Метафизика на ценностите
През 2005 г. д-р Антъни Макуат от Ливърпулския университет във Великобритания организира първата конференция за метафизиката на ценностите. По същото време Макуат получава докторската си степен от университета за изследванията си в тази област.

## Издания на български
- Дзен и изкуството да се поддържа мотоциклет: Изследване на ценностите, прев. Павел Главусанов; предг. Димитри Иванов; София: Народна култура, 1980
(2-po изд., София: ИК Фама, 2007 ISBN 978-954-597-295-9)
- Лайла: Изследване на нравствеността, прев. Вера Георгиева; предг. Димитри Иванов; София: ИК „Хемус“, 1993 ISBN 954-428-034-0